# Clelea syfanicum
Clelea syfanicum es una especie de polilla de la familia Zygaenidae.
Fue descrita científicamente por Oberthür en 1894.